# Stephen Bennett
Stephen Bennett (nascido em 23 de abril de 1959) é um jogador inglês de golfe profissional.

## Biografia
Stephen é natural de Cleethorpes, Inglaterra. Tornou-se profissional em 1979 e ganhou uma vaga no European Tour durante sua primeira visita à escola de qualificação. Ele disputou o Tour durante boa parte das décadas de 1980 e 1990, mas nem sempre conseguiu manter seu cartão de acesso à turnê. Sua melhor temporada aconteceu em 1985, quando terminou em trigésimo terceiro na Ordem do Mérito e conquistou sua única vitória no European Tour, ao vencer o Aberto da Tunísia. Ele também venceu o Aberto de Zimbabwe, em 1986, e dirigiu uma academia de golfe chamada Swingtime, em Grimsby. Stephen foi treinado por Eric Sharp, sogro do colega de profissão Gordon J. Brand.

## Vitórias profissionais (2)

### Vitórias no European Tour (1)
| N.º | Data                | Torneio           | Placar               | Margem  | Vice-campeão |
| --- | ------------------- | ----------------- | -------------------- | ------- | ------------ |
| 1   | 21 de abril de 1985 | Aberto da Tunísia | −3 (72-70-68-75=285) | Playoff | Paul Way     |

Registro de recordes no European Tour (1–0)
| N.º | Ano  | Torneio           | Adversário | Resultado                      |
| --- | ---- | ----------------- | ---------- | ------------------------------ |
| 1   | 1985 | Aberto da Tunísia | Paul Way   | Vence no primeiro buraco extra |

### Outras vitórias (1)
- Aberto de Zimbabwe de 1986